# Naujan-et-Postiac
Naujan-et-Postiac är en kommun i departementet Gironde i regionen Nouvelle-Aquitaine i sydvästra Frankrike. Kommunen ligger i kantonen Branne som tillhör arrondissementet Libourne. År 2022 hade Naujan-et-Postiac 612 invånare.

## Befolkningsutveckling
Antalet invånare i kommunen Naujan-et-Postiac
Referens:INSEE